# Krotonotum pusillum
Krotonotum pusillum är en mångfotingart som beskrevs av Carl Graf Attems 1953. Krotonotum pusillum ingår i släktet Krotonotum och familjen fingerdubbelfotingar. Inga underarter finns listade i Catalogue of Life.